# 欧州化学機関
欧州化学機関（おうしゅうかがくきかん、英語：European Chemicals Agency、略称：ECHA）は、欧州連合の専門機関の一つ。機関が所管する法には、化学物質の製造業者や輸入業者の登録書を受領し、提出された文書を検証するなどに関する化学物質に関する登録・評価・認可および制限制度(REACH規則)、化学品の分類と表示と包装に関するCLP規則、殺生物剤品(バイオサイド)に関するBPR規則の化学物質の安全に係る規則がある。
本部はフィンランド共和国ヘルシンキに所在している。機関は2007年6月から運用を開始し、職員は約500人を擁している。
日本語訳には他に欧州化学物質庁、欧州化学品庁がある。

## 機能
- 化学物質についての重大リスク、社会や経済への影響、リスク削減に関する対策（禁止令、制限、承認）について加盟国の化学規制当局と共に批評・意見等の作成。
- 加盟国の化学規制当局とのネットワークを中核に化学物質の保安管理の実施。
- 物質データベースセンターや企業を支援するために開発ガイダンス資料の維持。
- できうる限り危険性の高い物質を明らかにするため、毒性及び生態毒性試験を実施し、全加盟国の承認を得て決定する。

欧州化学機関の決定に対する不服申立てについては審判委員会が設けられ、これに対応している。

## PIC(Prior Informed Consent)規則
先進国で使用が禁止または厳しく制限されている有害な化学物質や駆除剤が、開発途上国にむやみに輸出されることを防ぐために、締約国間の輸出に当たっての事前通報・同意手続（インフォームド・コンセント）等を規定したもの。

## ITシステム
ECHAは、産業界へのREACHの実装を支援する多数のITツールを開発リリースしている。
- IUCLID
- REACH-IT・・・REACHの予備登録ポータルサイト。
- CHESAR・・・REACHのための安全性評価/リスクアセスメントとその報告書作成のためのツール。
- R4BP・・・BPRに基づくバイオサイド製品の登録システム。
- SPC Editor・・・2014年12月、BPRの登録において新たに規定された申告フォーマット「Summary of the Product Characteristics(SPC)」。
- ePIC・・・PIC規則の申請登録システム。産業界ユーザー向け、官公庁向け(ECHAやDNA(Designated National Authorities／指定国家担当機関))、税関向けの３つの独立したインターフェースを持ち、相互の情報秘匿性を確保する。
- QSAR Toolbox・・・政府、化学工業ほかステークホルダーにおけるQSAR＝Quantitative Structure-Affinity Relationship(定量的構造活性相関)の利用にあたって、カテゴリーアプローチ(構造類似性に対し有害性が類似または規則的なパターンを示す物質群をグループ化する方法)による評価を支援するシステム。各国から提供された種々の有害性試験データや、化学物質をグループ化するツールなどが集積されている。
- Poison Centres・・・CLPに基づき、毒性センターに情報提供するためのオンラインツール/ポータルサイト。